# 맨체스터 유나이티드 FC 리저브
맨체스터 유나이티드 FC 리저브(Manchester United F.C. Reserves)는 맨체스터 유나이티드 FC의 유스팀이자 리저브팀이다. 현재 프로페셔널 디벨로프먼트 리그에 소속되어 있으며, 필드 플레이어 3명과 골키퍼 1명을 제외하고는 전부 21세 이하의 선수들로만 구성된다. 프리미어 리저브 리그에서 총 5차례 (2002년, 2005년, 2006년, 2010년, 2012년) 우승을 차지했으며, AJ 벨 스타디움을 홈구장으로 사용하고 있다.

## U-23 선수단

### 현재 선수 명단
2018년 8월 10일

참고: FIFA 자격 규정에 따라 소속된 국가대표팀 국기를 표시합니다. 선수는 복수의 FIFA 비회원국 국적을 가지고 있을 수 있습니다.
| 번호 | 포지션 | 국적       | 이름            |
| ---- | ------ | ---------- | --------------- |
| 29   | FW     | 잉글랜드   | 제임스 윌슨     |
| 35   | DF     | 잉글랜드   | 드미트리 미첼   |
| 39   | MF     | 스코틀랜드 | 스콧 맥토미니   |
| 44   | FW     |            | 타히트 총       |
| 45   | GK     | 아일랜드   | 키에런 오하라   |
| 46   | FW     | 잉글랜드   | 조슈아 보위     |
| 48   | MF     | 스코틀랜드 | 에단 해밀턴     |
| 73   | MF     | 이라크     | 지단 이크발     |
| —    | MF     | 잉글랜드   | 디제이 버프온지 |
| —    | MF     | 잉글랜드   | 칼럼 그리빈     |

| 번호 | 포지션 | 국적       | 이름          |
| ---- | ------ | ---------- | ------------- |
| —    | DF     |            | 매튜 올로선데 |
| —    | DF     | 잉글랜드   | 토마스 상     |
| —    | DF     | 잉글랜드   | 로션 윌리엄스 |
| —    | DF     | 잉글랜드   | 타이렐 워렌   |
| —    | MF     |            | 인디 부넨     |
| —    | MF     | 나이지리아 | 토신 케힌데   |
| —    | MF     | 잉글랜드   | 칼럼 웰런     |
| —    | FW     | 잉글랜드   | 재커리 디니스 |

### 임대 선수 명단
참고: FIFA 자격 규정에 따라 소속된 국가대표팀 국기를 표시합니다. 선수는 복수의 FIFA 비회원국 국적을 가지고 있을 수 있습니다.
| 번호 | 포지션 | 국적   | 이름                      |
| ---- | ------ | ------ | ------------------------- |
| —    | DF     | 웨일스 | 리건 풀 (→ 노샘프턴 타운) |

| 번호 | 포지션 | 국적     | 이름                                    |
| ---- | ------ | -------- | --------------------------------------- |
| —    | MF     | 잉글랜드 | 데본테 레드먼드 (→ 스컨소프 유나이티드) |
| —    | MF     | 잉글랜드 | 매튜 윌록 (→ FC 위트레흐트)             |

## 역대 감독
| 감독               | 임기        |
| ------------------ | ----------- |
| 마이크 펠런        | 2002        |
| 올레 군나르 솔셰르 | 2008 ~ 2011 |